# Lise Søndergaard
Lise Søndergaard (* 27. Oktober 1973; ⚭ Lise Bojer Søndergaard) ist eine ehemalige dänische Fußballspielerin.

## Karriere

### Vereine
Søndergaard begann in Jütland für den in Jelling ansässigen Jelling Forenede Sportsklubber mit dem Fußballspielen. Im weiteren Verlauf war sie in der Region Syddanmark für den in Vejle ansässigen Vejle BK aktiv und zuletzt für den Hjortshøj-Egga Idrætsforening Aarhus.

### Nationalmannschaft
Als Nationalspielerin für die DBU debütierte sie in der U17-Nationalmannschaft, die am 18. Juli 1989 in Randaberg der U17-Nationalmannschaft Schwedens mit 0:1 in einem Freundschaftsspiel unterlegen war. Ihr erstes von zwei Länderspieltoren in dieser Altersklassenmannschaft erzielte sie in ihrem fünften Länderspiel am 26. Juni 1990 in Sölvesborg beim 9:1-Sieg über die U17-Nationalmannschaft Färöers mit dem Treffer zum 8:0.
Für die U21-Nationalmannschaft kam sie in 27 Länderspielen zum Einsatz, beginnend am 8. Mai 1991 in Ishøj beim 3:1-Sieg im Freundschaftsspiel gegen die U21-Nationalmannschaft Norwegens und abschließend am 8. August 1997 in Korsør bei der 0:1-Niederlage gegen die U21-Nationalmannschaft Finnlands im letzten Spiel im Turnier um den Nordic-Cup. Zwischen diesen beiden Spielen bestritt sie vier weitere Freundschaftsspiele, 17 weitere Spiele in den Turnieren um den Nordic-Cup 1991, 1992, 1993, 1996, 1997 und vier in einem vom 9. bis 12. April 1993 in Frankreich ausgetragenen Internationalen Turnier (4:0 vs. Ukraine, 0:0 vs. Deutschland, 1:0 vs. Norwegen, 1:3 vs. USA). 
Für die A-Nationalmannschaft debütierte sie am 25. Juli 1998 auf Long Island im Nassau County im US-Bundesstaat New York bei der 0:5-Niederlage gegen die US-amerikanische Nationalmannschaft im Rahmen der Goodwill Games. Am 29. August 1998 kam sie erstmals in einem WM-Qualifikationsspiel zum Einsatz; es war das letzte Spiel der WM-Qualifikationsgruppe 4, Klasse A, das in Odense mit 4:0 gegen die Nationalmannschaft Belgiens gewonnen wurde. Ihr drittes Länderspiel war das in Freundschaft ausgetragene gegen die Nationalmannschaft Deutschlands, dass am 22. April 1999 mit 1:3 in Saarbrücken verloren wurde. Ihr viertes Länderspiel fand am 19. Juni 1999 in East Rutherford bei der 0:3-Niederlage gegen die US-amerikanische Nationalmannschaft statt; es war das erste Spiel der Gruppe A und ihr einziges Spiel während ihrer Teilnahme an der Weltmeisterschaft in den Vereinigten Staaten. Es folgten zwei weitere Freundschaftsspiele (0:7 vs. Deutschland; am 27. August 2000 in Aachen und 3:0 vs. Niederlande; am 11. April 2001 in Hoogeveen; in diesem erzielte sie mit der 1:0-Führung in der dritten Minute ihr einziges A-Länderspieltor) und zwei EM-Playoff-Spiele gegen die Nationalmannschaft Spaniens die mit 6:1 und 4:2 gewonnen wurden und zur Teilnahme an der Europameisterschaft 2001 in Deutschland berechtigte. In diesem Turnier kam sie im letzten Spiel der Gruppe B beim 1:0-Sieg über die Nationalmannschaft Norwegens und bei der 0:1-Niederlage gegen die Nationalmannschaft Schwedens im Halbfinale in Ulm zum Einsatz; es war zugleich ihr letztes A-Länderspiel. Davor kam sie ferner in vier Spielen im Turnier um den Algarve-Cup 2001 zum Einsatz, einschließlich des mit 0:3 gegen die Nationalmannschaft Schwedens verlorenen Finales am 17. März 2001 in Loulé.

## Erfolge
- Algarve-Cup-Finalistin:  2001
- U21-Nordic-Cup-Siegerin 1992